# Lista do Patrimônio Mundial na Europa Oriental
- Bielorrússia
- Bulgária
- Chéquia
- Eslováquia
- Hungria
- Moldávia
- Polônia
- Romênia
- Rússia

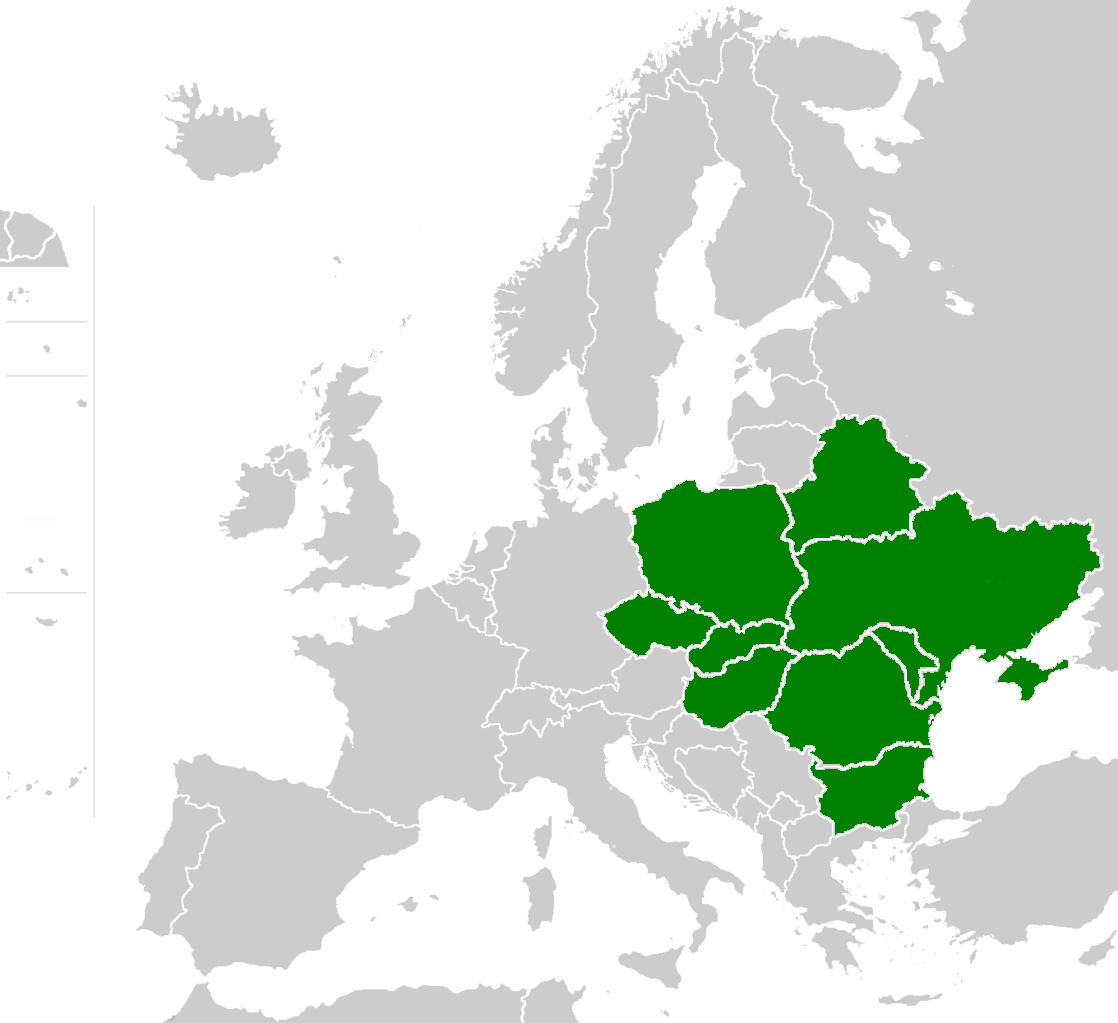
Património Mundial na Europa Oriental

A Organização das Nações Unidas para a Educação, a Ciência e a Cultura (UNESCO) propôs um plano de proteção aos bens culturais do mundo, através do Comité sobre a Proteção do Património Mundial Cultural e Natural, aprovado em 1972. Esta é uma lista do Patrimônio Mundial existente na Europa Oriental, especificamente classificada pela UNESCO e elaborada de acordo com dez principais critérios cujos pontos são julgados por especialistas na área. A Europa Oriental, formada por nove Estados-parte do antigo Bloco de Leste excetuando os chamados Países Bálticos, é uma das sub-regiões classificadas pela UNESCO, sendo parte integrante da região Europa e América do Norte.
Para a definição da UNESCO, a Europa Oriental é composta pelos Estados-parte: Bielorrússia, Bulgária, Chéquia, Eslováquia, Hungria, Moldávia, Polônia, Romênia e Rússia (em sua porção europeia). A sub-região não inclui os Países Bálticos (que integram a sub-região Europa Setentrional), a antiga Iugoslávia e Albânia (que integram a sub-região Europa Meridional) ou a Alemanha (que integra a sub-região Europa Ocidental). Em contrapartida, os países do Cáucaso (Arménia, Geórgia e Azerbaijão) são parte da sub-região Sudoeste Asiático enquanto o Afeganistão integra a Ásia Central.

## Sítios do Patrimônio Mundial
A região da Europa Oriental conta atualmente com os seguintes lugares declarados como Patrimônio da Humanidade pela UNESCO:
| Sítio                                                                                  | Imagem | País                                                                             | Localização                                                  | Critério                   | Ano  | Descrição | Ref.   |
| -------------------------------------------------------------------------------------- | ------ | -------------------------------------------------------------------------------- | ------------------------------------------------------------ | -------------------------- | ---- | --- | ------ |
| Centro Histórico de Cracóvia                                                           |        | Polónia                                                                          | Pequena Polônia 50° 04′ 00″ N, 19° 57′ 35″ L                 | Cultural: (iv)             | 1978 | A Cidade Antiga de Cracóvia é o distrito central histórico de Cracóvia, na Polônia. É um dos bairros históricos mais botórios da Polônia moderna e foi o centro da vida política deste povo de 1038 até a mudança da corte para Varsóvia promovida pelo rei Sigismundo III Vasa em 1596. | [ 4 ]  |
| Minas de Sal de Wieliczka e Bochnia                                                    |        | Polónia                                                                          | Pequena Polônia                                              | Cultural: (iv)             | 1978 | A Mina de Sal de Wieliczka, localizada na cidade de Wieliczka, no sul da Polônia, situa-se na área metropolitana de Cracóvia. A mina produziu continuamente sal de mesa do século XIII até 2007 como uma das mais antigas minas de sal em operação do mundo, na maior parte desse período sendo parte do empreendimento żupy krakowskie. Acredita-se que seja a 14ª empresa mais antiga do mundo. O sítio esteve listado como Patrimônio Mundial em Perigo entre 1989 e 1998 devido a um problema de umidade.                                                                                      | [ 5 ]  |
| Igreja de Boiana                                                                       |        | Bulgária                                                                         | Sófia 42° 39′ 00″ N, 23° 16′ 00″ L                           | Cultural: (ii)(iii)        | 1979 | | [ 6 ]  |
| Belovezhskaya Pushcha / Floresta de Białowieża                                         |        | Bielorrússia · Polónia                                                           | Grodno / Podláquia 52° 30′ N, 23° 35′ L}}                    | Natural: (vii)             | 1979 | | [ 7 ]  |
| Auschwitz-Birkenau, campo de concentração e extermínio nazista alemão (1940-1945)      |        | Polónia                                                                          | Oświęcim 50° 04′ 00″ N, 19° 21′ 00″ L                        | Cultural: (vi)             | 1979 | Auschwitz era uma rede de campos de concentração e extermínio nazistas construído e operado pelo Terceiro Reich em áreas polonesas anexadas pela Alemanha nazista durante a Segunda Guerra Mundial. Foi o maior dos campos de concentração alemães, consistindo em Auschwitz I (o Stammlager ou campo base); Auschwitz II–Birkenau (o Vernichtungslager ou campo de extermínio); Auschwitz III–Monowitz, também conhecido como Buna–Monowitz (um campo de trabalho); e 45 acampamentos satélites.                                                                                                  | [ 8 ]  |
| Cidade Velha em Varsóvia                                                               |        | Polónia                                                                          | Mazóvia 52° 13′ 56,28″ N, 21° 00′ 30,36″ L                   | Cultural: (ii), (vi)       | 1980 | A Cidade Velha de Varsóvia foi fundada no século XIII e era inicialmente cercada por uma muralha de terraplenagem, antes de ser fortificada com muralhas de tijolos. A cidade originalmente cresceu em torno do castelo dos Duques de Mazóvia, que mais tarde se tornou o Castelo Real. A Praça do Mercado (Rynek Starego Miasta) foi construída no final do século XIII ou início do século XIV, ao longo da estrada principal que liga o castelo à Cidade Nova ao norte. | [ 9 ]  |
| Cidade Antiga de Nessebar                                                              |        | Bulgária                                                                         | Burgas 42° 39′ 22″ N, 27° 43′ 48″ L                          | Cultural: (iii), (iv)      | 1983 | Situada na costa búlgara do Mar Negro, a cidade de Nessebar possui uma extensa e rica história, sendo fruto de uma localização estratégica entre três impérios históricos - o Bizantino, o Búlgaro e o Otomano - embora as suas origens remontem ao século VI a.C. C. | [ 10 ] |
| Budapeste, com as Margens do Danúbio, o Bairro do Castelo de Buda e a Avenida Andrássy |        | Hungria                                                                          | Peste 47° 28′ 57″ N, 19° 04′ 14″ L                           | Cultural: (ii)(iv)         | 1987 | Budapeste foi fundada com a unificação das três cidades vizinhas de Buda, Peste e Ôbuda no século XIX. O Castelo de Buda foi construído no século XIII pelo Rei Béla IV e o bairro circundante abriga diversos edifícios nos estilos gótico e barroco. | [ 11 ] |
| Mosteiro da Trindade-São Sérgio em Sergiev Posad                                       |        | Rússia                                                                           | Moscou 56° 18′ 37″ N, 38° 07′ 52″ L                          | Cultural: (ii)(iv)         | 1993 | Este é um belo exemplar de um mosteiro ortodoxo em atividade, com características militares típicas do século XV ao XVIII, período em que se desenvolveu. O sítio inclui a igreja principal de Lavra, a Catedral da Assunção e o Mausoléu de Boris Godunov. Entre os tesouros de Lavra, está o famoso ícone A Trindade, de Andrei Rublev. | [ 12 ] |
| Igrejas da Moldávia                                                                    |        | Roménia                                                                          | Suceava 47° 46′ 42″ N, 25° 42′ 46″ L                         | Cultural: (i)(iv)          | 1993 | | [ 13 ] |
| Igreja da Ascensão de Kolomenskoye                                                     |        | Rússia                                                                           | Moscou 55° 39′ 20″ N, 37° 40′ 26″ L                          | Cultural: (ii)             | 1994 | A Igreja da Ascensão foi construída em 1532 em terras imperiais de Kolomenskoye, perto de Moscou, para celebrar o nascimento do príncipe que se tornaria o czar Ivan IV, o Terrível. Um dos primeiros exemplos de uma igreja tradicional com telhado de tenda de madeira sobre uma subestrutura de pedra e tijolo, teve uma grande influência no desenvolvimento da arquitetura eclesiástica russa. | [ 14 ] |
| Grutas Cársicas de Aggtelek e da Eslováquia                                            |        | Eslováquia · Hungria                                                             | Rožňava / Spišská Nová / Košice 48° 28′ 33″ N, 20° 29′ 13″ L | Natural: (vii)             | 1995 | | [ 15 ] |
| Castelo de Malbork                                                                     |        | Polónia                                                                          | Pomerânia 54° 02′ 30″ N, 19° 02′ 00″ L                       | Cultural: (ii)(iii)(iv)    | 1997 | O Castelo de Malbork foi construído na Prússia pelos Cavaleiros Teutônicos, uma ordem religiosa católica romana alemã de cruzados, como uma fortaleza de estilo Ordensburg. O local e a cidade circundante foram batizado primeiramente como Marienburg ("Castelo de Maria"). É um exemplo único de fortaleza medieval e em sua conclusão, em 1406, foi o maior castelo gótico de tijolos do mundo. | [ 16 ] |
| Reserva de Conservação da Cidade de Bardejov                                           |        | Eslováquia                                                                       | Prešov 49° 17′ 36″ N, 21° 16′ 45″ L}}                        | Cultural: (iii), (iv)      | 2000 | | [ 17 ] |
| Igrejas da Paz em Jawor e Swidnica                                                     |        | Polónia                                                                          | Baixa Silésia 51° 03′ 15″ N, 16° 11′ 45″ L                   | Cultural: (iii)(iv)(vi)    | 2001 | As Igrejas da Paz em Jawor e Swidnica na Silésia foram assim nomeadas após a Paz de Vestfália de 1648, que permitiu aos luteranos das regiões católicas romanas da Silésia construir três igrejas protestantes de madeira, barro e palha além dos limites da cidade, sem campanários ou sinos. O tempo de construção foi limitado a um ano. | [ 18 ] |
| Cidadela, antiga cidade, e fortalezas de Derbente                                      |        | Rússia                                                                           | Daguestão 42° 03′ 11″ N, 48° 17′ 50″ L                       | Cultural: (iii)(iv)        | 2003 | A Cidadela, antiga cidade, e fortalezas de Derbente faziam parte das linhas do norte do Império Persa Sassânida, que se estendia a leste e oeste do Mar Cáspio. A fortificação foi construída em pedra. Consistia em duas muralhas paralelas que formavam uma barreira desde a praia até a montanha. A vila de Derbente foi construída entre estas duas muralhas e conservou parte do seu tecido medieval. O local continuou a ser de grande importância estratégica até o século XIX. | [ 19 ] |
| Complexo Arquitectónico, Residencial e Cultural da Família Radziwill em Nesvizh        |        | Bielorrússia                                                                     | Minsk 53° 13′ 22″ N, 26° 41′ 29″ L                           | Cultural: (ii), (iv), (vi) | 2005 | | [ 20 ] |
| Salão do Centenário em Wrocław                                                         |        | Polónia                                                                          | Baixa Silésia 51° 06′ 25″ N, 17° 04′ 37″ L                   | Cultural: (i)(ii)(iv)      | 2006 | | [ 21 ] |
| Florestas primárias e antigas de faias dos Cárpatos e de outras regiões da Europa      |        | Albânia · Áustria · Bélgica · Bulgária · Croácia · Itália · Eslováquia · Espanha | Mecklenburg-Vorpommern / Prešov 49° 05′ 10″ N, 22° 32′ 10″ L | Natural: (ix)              | 2007 | As florestas primitivas de faias dos Cárpatos são usadas para estudo da propagação da faia (Fagus sylvatica) no Hemisfério Norte em uma variedade de ambientes e no ambiente da floresta. A adição das Florestas de Faias Antigas da Alemanha em 2011 incluiu cinco florestas totalizando 4.391 hectares que são adicionados aos 29.278 hectares de florestas de faias eslovacas e ucranianas inscritas na Lista do Patrimônio Mundial em 2007. O local foi expandiu ainda mais em 2017 para incluir florestas em outros 9 países europeus.                                                        | [ 22 ] |
| Cidade Antiga de Queroneso e sua Chora                                                 |        | Ucrânia                                                                          | Crimeia 44° 36′ 39″ N, 33° 29′ 29″ L                         | Cultural: (ii)(v)          | 2013 | | [ 23 ] |
| Catedral e Mosteiro da Assunção em Sviyazhsk                                           |        | Rússia                                                                           | Tartaristão 55° 46′ 13″ N, 48° 39′ 10″ L                     | Cultural: (ii), (iv)       | 2017 | A Catedral da Assunção está localizada na cidade-ilha de Sviyazhsk e faz parte do mosteiro de mesmo nome. Situada na confluência dos rios Volga, Sviyaga e Shchuka, no cruzamento das rotas da Seda e do Volga, Sviyazhsk foi fundada por Ivan, o Terrível, em 1551. Foi a partir deste ponto avançado que se iniciou a conquista do Canato de Cazã. Os afrescos da catedral estão entre os exemplos mais raros de pinturas murais ortodoxas orientais. | [ 24 ] |
| Igrejas da Escola de Arquitetura de Pskov                                              |        | Rússia                                                                           | Pskov 57° 48′ 54,6″ N, 28° 19′ 43,4″ L                       | Cultural: (ii)             | 2019 | O sítio compreende dez igrejas e mosteiros na cidade de Pskov que representam o trabalho da Escola Pskov que se baseou nas tradições bizantina e da Novogárdia, fundiu-as com a tradição vernacular local e adaptou a arquitetura ao uso dos recursos locais. As igrejas datam do século XII ao início do século XVII, com o auge desse estilo nos séculos XV e XVI. Os arquitetos de Pskov trabalharam em monumentos em várias cidades russas, incluindo Moscou, Cazã e Sviyazhsk. | [ 25 ] |
| Centro Histórico de Odessa†                                                            |        | Ucrânia                                                                          | Odessa 46° 28′ 00″ N, 30° 44′ 00″ L                          | Cultural: (i)(ii)(iii)(iv) | 2023 | A cidade de Odessa desenvolveu-se rapidamente como uma cidade portuária no final dos séculos XVIII e XIX. Uma cidade multicultural, foi o lar de búlgaros, gregos, armênios, judeus, italianos, moldavos, poloneses, russos, romenos, tártaros e ucranianos, cujas tradições se fundiram em um único ambiente sociocultural em um século. Odessa preserva vários edifícios e conjuntos arquitetônicos do século XIX, incluindo a Escadaria de Potemkin e a Ópera de Odessa. A propriedade foi imediatamente listada como Património Mundial em perigo mediante à invasão russa da Ucrânia em 2022. | [ 26 ] |

1. ↑  «Convenção para a Proteção do Património Mundial, Cultural e Natural» (PDF). UNESCO. 21 de novembro de 1972
2. ↑  «Regional overview : Europe and North America». UNESCO
3. ↑  «Composition of macro geographical (continental) regions, geographical sub-regions, and selected economic and other groupings». United Nations Statistics Division. Consultado em 11 de fevereiro de 2022
4. ↑  «Centro Histórico de Cracóvia». UNESCO
5. ↑  «Minas de Sal de Wieliczka e Bochnia». UNESCO
6. ↑  «Igreja de Boiana». UNESCO
7. ↑  «Belovezhskaya Pushcha / Floresta de Białowieża». UNESCO
8. ↑  «Auschwitz-Birkenau, campo de concentração e extermínio nazista alemão (1940-1945)». UNESCO
9. ↑  «Cidade Velha em Varsóvia». UNESCO
10. ↑  «Cidade Antiga de Nessebar». UNESCO
11. ↑  «Budapeste, com as Margens do Danúbio, o Bairro do Castelo de Buda e a Avenida Andrássy». UNESCO
12. ↑  «Mosteiro da Trindade-São Sérgio em Sergiev Posad». UNESCO
13. ↑  «Igrejas da Moldávia». UNESCO
14. ↑  «Igreja da Ascensão de Kolomenskoye». UNESCO
15. ↑  «Grutas Cársicas de Aggtelek e da Eslováquia». UNESCO
16. ↑  «Castelo de Malbork». UNESCO
17. ↑  «Reserva de Conservaçao da Cidade de Bardejov». UNESCO
18. ↑  «Igrejas da Paz em Jawor e Swidnica». UNESCO
19. ↑  «Cidadela, antiga cidade, e fortalezas de Derbente». UNESCO
20. ↑  «Complexo Arquitectónico, Residencial e Cultural da Família Radziwill em Nesvizh». UNESCO
21. ↑  «Salão do Centenário em Wrocław». UNESCO
22. ↑  «Florestas primárias e antigas de faias dos Cárpatos e de outras regiões da Europa». UNESCO
23. ↑  «Cidade Antiga de Queroneso e sua Chora». UNESCO
24. ↑  «Catedral e Mosteiro da Assunção em Sviyazhsk». UNESCO
25. ↑  «Igrejas da Escola de Arquitetura de Pskov». UNESCO
26. ↑  «Centro Histórico de Odessa». UNESCO